# Limenitis implicata
Limenitis implicata är en fjärilsart som beskrevs av Hans Fruhstorfer 1915. Limenitis implicata ingår i släktet Limenitis och familjen praktfjärilar. Inga underarter finns listade i Catalogue of Life.